# Asta Holmberg
Juliana Asta Semona Holmberg, född 25 december 1900 i Maglehem i Skåne, död 1982, var en svensk målare.
Hon var dotter till sjömannen Gustav Samuel Holmberg och Kristine Hallgren.
Holmberg studerade först en kortare tid vid en privat målarskola men avbröt studierna och sökte in på Konstakademin i Stockholm där hon studerade 1921-1927 samt under studieresor till Paris, England och Italien. Separat ställde hon ut på Norrköpings konstmuseum 1928 och 1936. Hon medverkade i Östgöta konstförenings, Sveriges allmänna konstförenings och Skånes konstförenings utställningar.
Bland hennes offentliga arbeten märks en altartavla till Humla kyrka.
Hon tilldelades Östgöta konstförenings stipendium 1924 och 1926.
Hennes konst består av porträtt, Parismotiv och vårlandskap, hon medverkade även som illustratör i dagspressen och har illustrerat en andaktsserie utgiven av musikdirektören J. Jansson.
Holmberg är representerad vid Norrköpings konstmuseum, Östergötlands museum och Västerås konstmuseum.